# Моли о смерти
«Моли о смерти» (англ. Pray For Death) — кинофильм.

## Сюжет
После убийства жены бывший мастер-ниндзя Акира Сайто забирает детей и переезжает в Америку в надежде скрыться от врагов и уберечь детей. Но враги все равно его находят, и Акира приходится снова становиться беспощадным мастером-ниндзя, чтобы защитить свой дом и семью.

## В ролях
- Сё Косуги — Акира Сайто
- Джеймс Бут — Уилли
- Донна Кай Бенц — Айко Сайто
- Норман Бёртон — лейтенант Андерсон
- Кейн Косуги — Такэси Сайто
- Шейн Косуги — Томоя Сайто
- Мэттью Фэйзон — сержант Джо Дейли
- Парли Баэр — Сэм Грин
- Роберт Ито — Кага
- Майкл Константин — мистер Ньюман

## Интересная информация
- В советских видеосалонах шёл под названиями «Моли о смерти», «Молись о смерти», а также «1000 глаз ниндзя» (перевод западногерманской прокатного названия «Die 1000 Augen der Ninja»).
- Фильм был запрещен для показа в кинотеатрах в Норвегии в 1985 году из-за переизбытка насилия. В 1986 году была выпущена видеоверсия, которая впоследствии была тоже запрещена.